# Claravinae
Claravinae Richmond, 1917 è una sottofamiglia della famiglia Columbidae. Comprende 17 specie comunemente note come tortorine.

## Tassonomia
La sottofamiglia comprende i seguenti generi e specie:
- Genere Claravis Oberholser, 1899
  - Claravis pretiosa (Ferrari-Pérez, 1886) - tortorina azzurra
  - Claravis geoffroyi  (Temminck, 1811) - tortorina aliviola
  - Claravis mondetoura (Bonaparte, 1856) - tortorina pettomarrone

- Genere Uropelia Bonaparte, 1855
  - Uropelia campestris (Spix, 1825) - tortorina codalunga

- Genere Metriopelia Bonaparte, 1855
  - Metriopelia ceciliae (Lesson, 1845) - tortorina faccianuda
  - Metriopelia morenoi (Sharpe, 1902) - tortorina occhinudi
  - Metriopelia melanoptera (Molina, 1782) - tortorina alinere
  - Metriopelia aymara (Prévost, 1840) - tortorina macchiedorate

- Genere Columbina Spix, 1825
  - Columbina inca (Lesson, 1847) - tortora inca
  - Columbina squammata (Lesson, 1831) - tortora squamata
  - Columbina passerina (Linnaeus, 1758) - tortorina comune
  - Columbina minuta (Linnaeus, 1766) - tortorina pettounicolore
  - Columbina buckleyi (P.L.Sclater & Salvin, 1877) - tortorina dell'Ecuador
  - Columbina talpacoti (Temminck, 1810) - tortorina rossiccia
  - Columbina picui (Temminck, 1813) - tortorina picui
  - Columbina cruziana (Prévost, 1842) - tortorina gracchiante
  - Columbina cyanopis (Pelzeln, 1870) - tortorina occhiblu

### Alcune specie

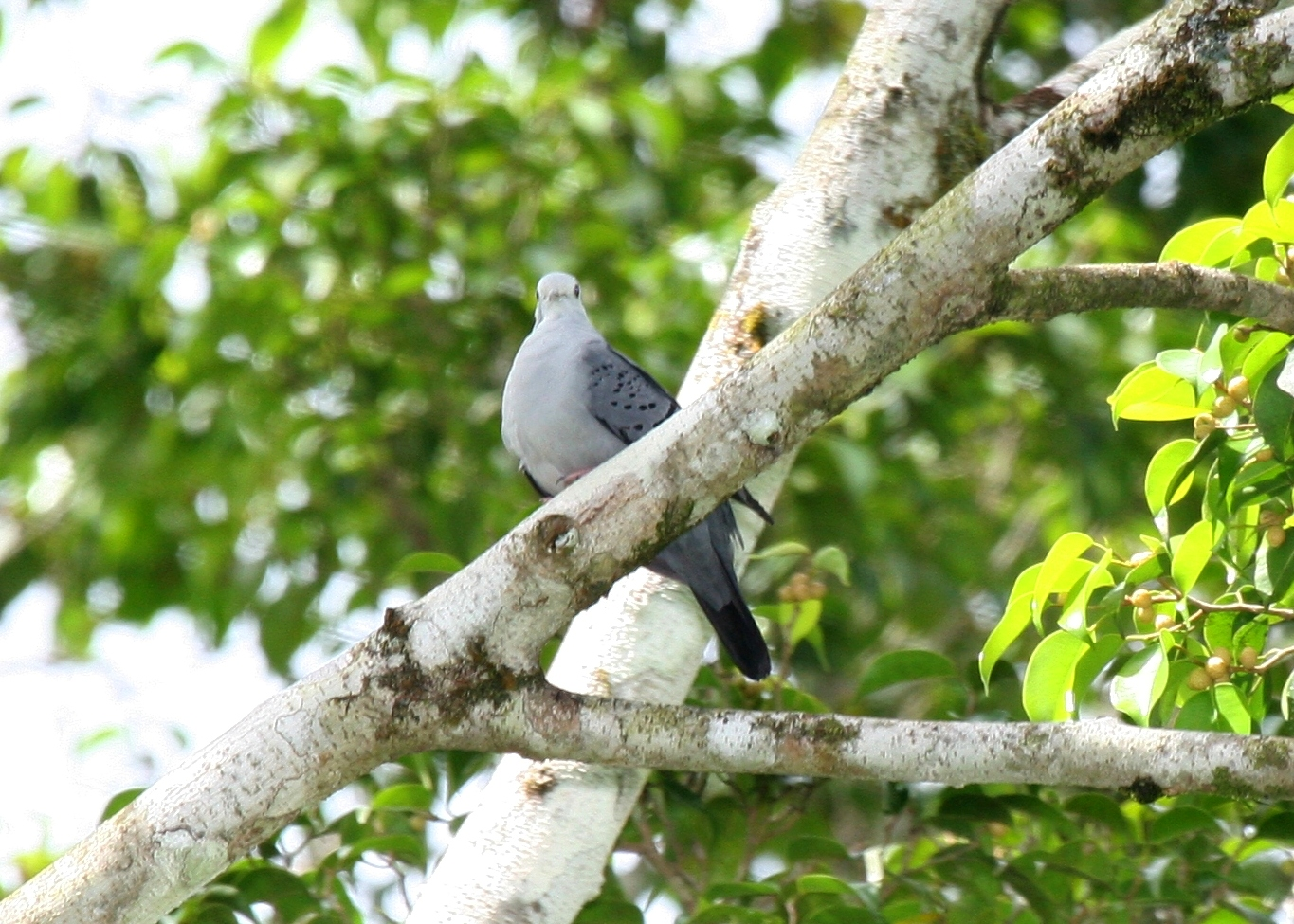
Tortorina azzurra Claravis pretiosa
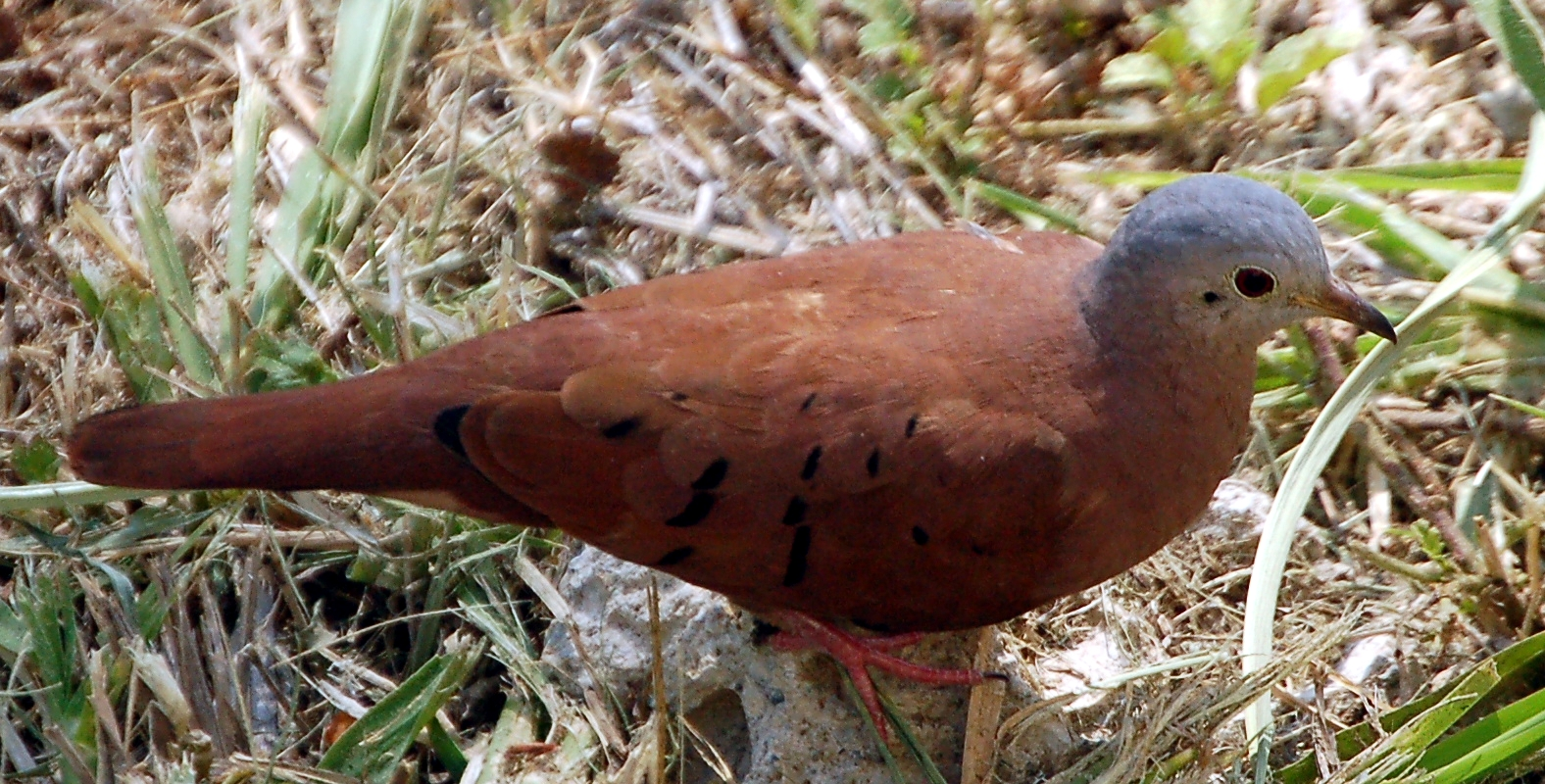
Tortorina rossiccia Columbina talpacoti
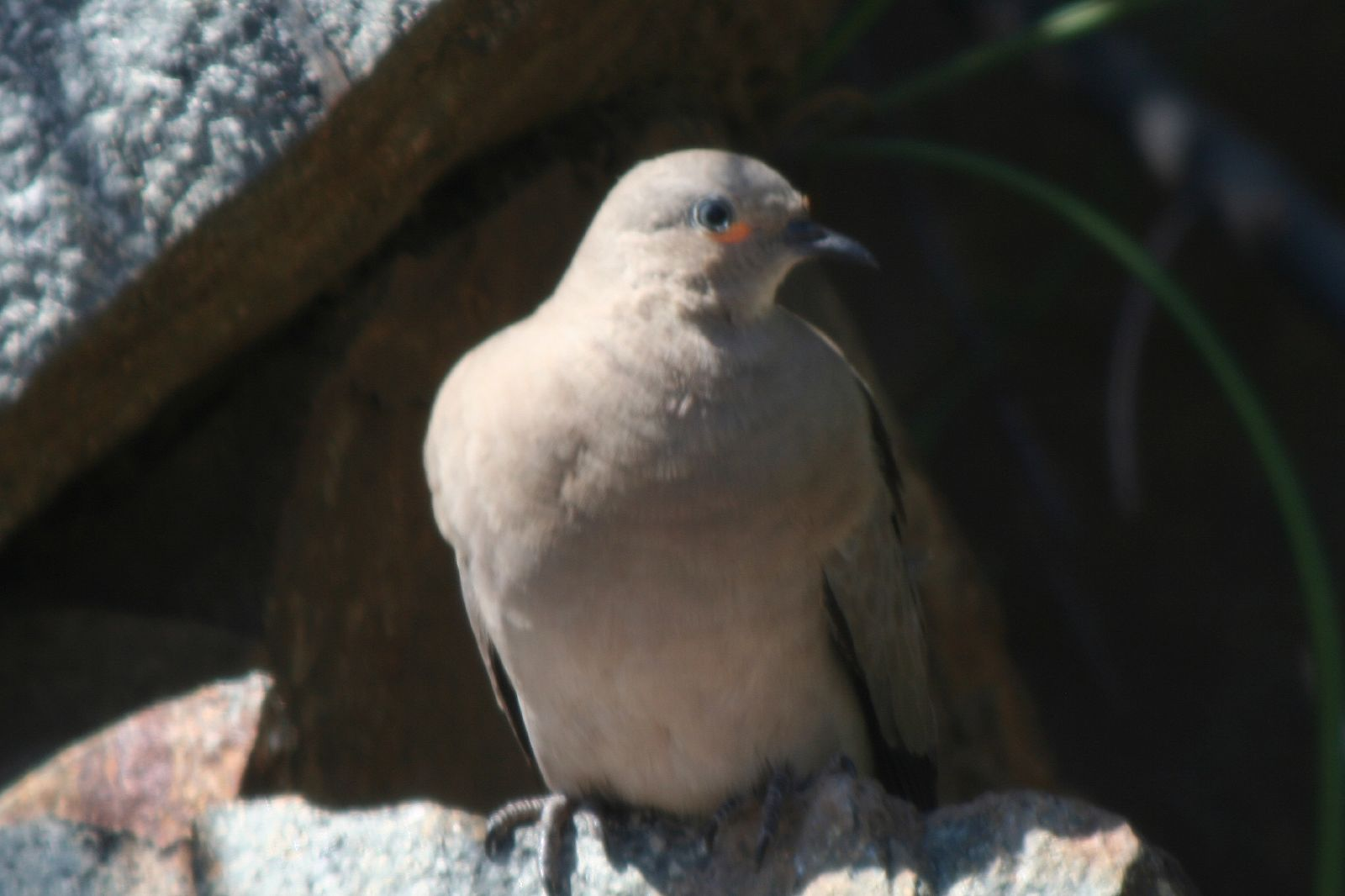
Tortorina alinere Metriopelia melanoptera
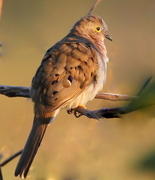
Tortorina codalunga Uropelia campestris